# العلاقات الغواتيمالية الكورية الجنوبية
العلاقات الغواتيمالية الكورية الجنوبية هي العلاقات الثنائية التي تجمع بين غواتيمالا وكوريا الجنوبية.

## مقارنة بين البلدين
هذه مقارنة عامة ومرجعية للدولتين:
| وجه المقارنة                                              | غواتيمالا       | كوريا الجنوبية                                                          |
| --------------------------------------------------------- | --------------- | ----------------------------------------------------------------------- |
| المساحة (كم2)                                             | 108.89 ألف      | 100.30 ألف                                                              |
| عدد السكان (نسمة)                                         | 17.26 مليون     | 51.47 مليون                                                             |
| الكثافة السكانية (ن./كم²)                                 | 158.51          | 513.16                                                                  |
| العاصمة                                                   | غواتيمالا       | سول                                                                     |
| اللغة الرسمية                                             | اللغة الإسبانية | اللغة الكورية                                                           |
| العملة                                                    | كتزال غواتيمالي | وون كوري جنوبي                                                          |
| الناتج المحلي الإجمالي (بليون دولار)                      | 75.62 مليار     | 1.53 تريليون                                                            |
| الناتج المحلي الإجمالي (تعادل القوة الشرائية) بليون دولار | 126.21 مليار    | 1.75 تريليون                                                            |
| الناتج المحلي الإجمالي الاسمي للفرد دولار أمريكي          | 3.90 ألف        | 27.22 ألف                                                               |
| الناتج المحلي الإجمالي للفرد دولار أمريكي                 | 7.45 ألف        |                                                                         |
| مؤشر التنمية البشرية                                      | 0.627           | 0.901                                                                   |
| رمز المكالمات الدولي                                      | +502            | +82                                                                     |
| رمز الإنترنت                                              | .gt             | .kr                                                                     |
| المنطقة الزمنية                                           | 00              | توقيت كوريا الجنوبية، ت ع م+09:00، آسيا/سيول ‏، ت ع م+08:00، ت ع م+08:30 |

## منظمات دولية مشتركة
يشترك البلدان في عضوية مجموعة من المنظمات الدولية، منها:
| علم المنظمة | اسم المنظمة                               | تاريخ انضمام غواتيمالا | تاريخ انضمام كوريا الجنوبية |
| ----------- | ----------------------------------------- | ---------------------- | --------------------------- |
|             | مؤسسة التمويل الدولية                     | 20 يوليو 1956          | 16 مارس 1964                |
|             | منظمة حظر الأسلحة الكيميائية              | ?                      | ?                           |
|             | يونسكو                                    | 2 يناير 1950           | 14 يونيو 1950               |
|             | الأمم المتحدة                             | 21 نوفمبر 1945         | 17 سبتمبر 1991              |
|             | منظمة الشرطة الجنائية الدولية             | ?                      | ?                           |
|             | البنك الدولي للإنشاء والتعمير             | 28 ديسمبر 1945         | 26 أغسطس 1955               |
|             | الاتحاد البريدي العالمي                   | ?                      | ?                           |
|             | مؤسسة التنمية الدولية                     | 27 أبريل 1961          | 18 مايو 1961                |
|             | منظمة التجارة العالمية                    | ?                      | ?                           |
|             | المنظمة الهيدروغرافية الدولية             | ?                      | ?                           |
|             | المركز الدولي لتسوية المنازعات الاستشارية | 20 فبراير 2003         | 23 مارس 1967                |
|             | وكالة ضمان الاستثمار متعدد الأطراف        | 11 يوليو 1996          | 12 أبريل 1988               |

## وصلات خارجية
- موقع وزارة الخارجية الغواتيمالية
- موقع وزارة الخارجية الكورية الجنوبية